# Afton (villa)
Afton es una villa ubicada en el condado de Chenango, estado de Nueva York, Estados Unidos. Tiene una población estimada, a mediados de 2021, de 794 habitantes.

## Geografía
La localidad está ubicada en las coordenadas 42°13′45″N 75°31′29″O / 42.22917, -75.52472.

## Demografía
Según la Oficina del Censo, en 2000 los ingresos medios de los hogares de la localidad eran de $34 412 y los ingresos medios de las familias eran de $38 194. Los hombres tenían ingresos medios por $30 972 frente a los $21 250 que percibían las mujeres. Los ingresos per cápita para la localidad eran de $17 299. Alrededor del 9.8% de la población estaba por debajo del umbral de pobreza.
De acuerdo con la estimación 2016-2020 de la Oficina del Censo, los ingresos medios de los hogares de la localidad son de $49 539 y los ingresos medios de las familias son de $63 750. Alrededor del 16.8% de la población está por debajo del umbral de pobreza.